# Вельоборовиці
Вельоборовиці (пол. Wieloborowice) — село в Польщі, у гміні Павлув Стараховицького повіту Свентокшиського воєводства.
Населення — 263 особи (2011).
У 1975—1998 роках село належало до Келецького воєводства.

## Демографія
Демографічна структура на день 31 березня 2011 року:
|          | Загалом | Допрацездатний вік | Працездатний вік | Постпрацездатний вік |
| -------- | ------- | ------------------ | ---------------- | -------------------- |
| Чоловіки | 114     | 18                 | 85               | 11                   |
| Жінки    | 149     | 37                 | 79               | 33                   |
| Разом    | 263     | 55                 | 164              | 44                   |